# Carena del Llac
La Carena del Llac és una serra situada al municipi de Sant Hilari Sacalm a la comarca de la Selva, amb una elevació màxima de 979 metres.